# Sollicitudo rei socialis
Sollicitudo Rei Socialis (укр. Турбота про соціальні речі) — енцикліка Папи Римського Івана Павла II, опублікована 30 грудня 1987 року. Енцикліка присвячена соціальному вченню Католицької Церкви і розглядає глобальні соціальні, економічні та політичні проблеми сучасного світу. Приурочена до 20-річчю виходу у світ енцикліки Populorum progressio й багато в чому перегукується з нею та з іншими папськими соціальними енцикліками.

## Структура
Енцикліка складається з 7 розділів.
- Вступ
- Новизна енцикліки «Populorum progressio»
- Панорама сучасного світу
- Природний людський розвиток
- Богословське вчення про сучасні проблеми
- Окремі приватні питання
- Висновок

## Зміст
Завдання енцикліки — дати моральну й теологічну оцінку сучасній ситуації в галузі суспільних відносин і визначити соціальні завдання Церкви, пов'язані з нею.
Хоча «Sollicitudo Rei Socialis» є енциклікою Івана Павла II й втілює в собі його папський авторитет, але цей документ був і результатом ретельних консультацій та дискусій в Римській курії. На відміну від шерегу енциклік, що Іван Павло II написав повністю самостійно, ця стала плодом довгої роботи безлічі фахових вчених. Іван Павло II приготував ряд головних пунктів, що він хотів відобразити в новій енцикліці. Чорновий варіант енцикліки був підготовлений спеціальною комісією, і переданий на коригування Папі, а також розісланий по єпископським конференціям усього світу. Результати огляду отриманих зауважень були також передані Папі для фінальної редакції.
Розглядаючи існуючі в світі системи, енцикліка підтверджує принцип «рівновіддаленості» Ватикану від суспільно-політичних систем. «Соціальне вчення церкви, — записано в ній, — критично ставиться як до ліберального капіталізму, так і до колективістського марксизму». Ця теза була вельми критично прийнятий антикомуністично налаштованими коментаторами на Заході. Так один з них писав про нездатність Івана Павла II «розрізняти кристально ясну грань між поглядами Маркса, Леніна, Мао Цзедуна і Пол Пота, з одного боку, і Локка, Джефферсона, Лінкольна і Черчилля — з іншого».
Велику увагу в енцикліці приділено країнам, що розвиваються як «третій світ» (Папа навіть говорив про «четвертий світ», що об'єднує жебраків, найбідніші країни світу). Іван Павло II констатує, що за 20 років з дня виходу «Populorum progressio» проблеми розвиваючихся країн не зменшилися. Хоча Папа підкреслює закономірний зв'язок між економічним відставанням і соціальними та культурними бідами суспільства, в той же час він критикує т. зв. «економізм» — ідею про те, що накопичення виключно матеріальних дібр безповоротно веде до людського щастя.
Іван Павло II визнає, що Церква не може дати універсального рецепту для подолання проблем сучасного світу, але наполягає на тому, що Церква може внести свій вклад в спроби їх вирішення, в першу чергу в питаннях допомоги жебручим і нужденним, допомоги прагненням людей до соціальної справедливості. Енцикліка не схвалює теологію визволення з її марксистськими елементами, але схвалює прагнення людей до звільнення від будь-яких форм рабства.